# 地域医療機能推進機構東京高輪病院
地域医療機能推進機構東京高輪病院（ちいきいりょうきのうすいしんきこうとうきょうたかなわびょういん）は、東京都港区高輪三丁目にある医療機関。独立行政法人地域医療機能推進機構が運営する病院である。通称JCHO東京高輪病院（ジェイコーとうきょうたかなわびょういん）。

## 沿革
- 1947年10月 - 東京都渋谷区南平台で、船員保険渋谷病院として開設。
- 1951年5月 - 東京都港区高輪（現在地）に移転。船員保険東京中央病院に改称。
- 1957年9月 - 総合病院となる。
- 1960年4月 - 東京船員保険病院に改称。
- 1993年3月から2009年3月まで - 病棟や管理棟を含む全面建替工事。順次、旧病院解体と建替を行う。
- 1997年8月 - 救急指定病院（第二次救急）となる。
- 2009年4月 - 建替後の全館開業。同時に、せんぽ東京高輪病院に改称。
- 2014年4月 - 地域医療機能推進機構(JCHO)東京高輪病院に改称。

## 診療科
- 内科 
  - 消化器
  - 腎臓
  - 呼吸器
  - 糖尿病・代謝
  - 循環器
  - 感染症内科
  - 神経内科
- 外科
- 整形外科
- 形成外科
- 脳神経外科
- 皮膚科
- 泌尿器科
- 婦人科
- 眼科
- 耳鼻咽喉科
- 放射線科
- 麻酔科
- リハビリテーション科
- 歯科口腔外科
- 病理診断科
- 健康管理科

## 病院内施設
- 売店（1階）
- 駐車場（地下1階、25台収容、30分以内無料）

病室のベッドサイドにインターネット接続ができるLAN配線がされている。

## 医療機関の指定等
- 保険医療機関
- 救急告示医療機関
- 休日・全夜間診療事業実施医療機関（内科系、外科系）
- 労災保険指定医療機関
- 指定自立支援医療機関（更生医療・育成医療）
- 身体障害者福祉法指定医の配置されている医療機関
- 生活保護法指定医療機関
- 原子爆弾被害者医療指定医療機関
- 公害医療機関
- 臨床研修指定病院

## 交通アクセス
- 都営地下鉄浅草線高輪台駅下車、徒歩3分
- JR・京浜急行電鉄品川駅下車、徒歩10分
- 都営バス 品93（大井競馬場発目黒駅行き）、品97（品川駅高輪口発新宿駅西口行き（上りのみ））『グランドプリンスホテル新高輪前』停留所下車徒歩1分。